# Birthday Honours
Mit den Birthday Honours (übers. Geburtstags-Ehrungen) wird in einigen Commonwealth-Staaten der offizielle Geburtstag des regierenden britischen Monarchen gefeiert, indem verschiedene Personen in nationale oder dynastische Orden aufgenommen oder mit Ehrenzeichen ausgezeichnet werden. Die Ehrungen werden von Monarch oder Monarchin bzw. einer stellvertretenden Person überreicht. Die Geburtstags-Ehrungen sind neben den New Year Honours (übers. Neujahrs-Ehrungen) eine von zwei jährlichen Ehrungslisten. Alle königlichen Ehrungen werden im entsprechenden Amtsblatt veröffentlicht.

## Geschichte
Mit wenigen Ausnahmen werden mindestens seit 1860, also während der Regierungszeit von Königin Victoria, am Geburtstag des Monarchs oder der Monarchin Ehrungen vorgenommen. Der Geburtstag von Victorias Nachfolger, König Edward VII. (reg. 1901–1910), fiel auf den 9. November 1901. Nach 1908 wurde der offizielle Geburtstag des Monarchen im Vereinigten Königreich auf den ersten, zweiten oder dritten Samstag im Juni verlegt; Ehrungen werden entsprechend an diesen Tagen vergeben. Seit der Einführung eines offiziellen Datums der Birthday Honours wird entsprechend an zwei Tagen im Jahr ‚Geburtstag‘ gefeiert. Die Birthday Honours wurden nur dann nicht vorgenommen, wenn sie mit den Jubilee Honours (übers. Jubiläums-Ehrungen) in den Jahren 1887 und 1897 und den Krönungs-Ehrungen in den Jahren 1911, 1937 und 1953 zusammenfielen.
Die Birthday Honours wurden 2020 wegen der COVID-19-Pandemie auf den Herbst verschoben.